# Balázs Tóth (ur. 1997)
Balázs Tóth (ur. 4 września 1997 w Kazincbarcika) – węgierski piłkarz występujący na pozycji bramkarza w angielskim klubie Blackburn Rovers.

## Kariera klubowa

### Puskás Akadémia
Tóth zasilił szeregi zespołu Puskás Akadémia w wieku 12 lat. Po dwóch latach w klubie dołączył do akademii Fehérváru, którą po roku opuścił na rzecz powrotu do PAFC. W roku 2016 był częścią drużyny juniorskiej, która zdobyła mistrzostwo Węgier U-19.

#### Wypożyczenie do Csákvár
W lipcu 2018 Tóth został wypożyczony do drugoligowego zespołu Csákvár. Zadebiutował 29 lipca 2018 w spotkaniu z drużyną Ceglédi VSE zakończonym remisem 3:3. Pierwsze czyste konto zachował 29 sierpnia, w zremisowanym 0:0 meczu z Budafoki MTE.

#### Powrót do Puskás Akadémia
30 listopada 2019 Tóth podpisał nową, 2½–letnią umowę z klubem. Debiut w Nemzeti Bajnokság I zaliczył 14 marca 2020 w meczu przeciwko Mezőkövesdi SE, zastępując w 40. minucie gry kontuzjowanego Lajosa Hegedűsa i ostatecznie zachowując czyste konto. Po tym, jak rozgrywki kontynuowano po zawieszeniu z powodu pandemii COVID-19, Tóth wywalczył pozycję podstawowego bramkarza drużyny, występując w pozostałych ośmiu ligowych spotkaniach.
Sezon 2020/21 PAFC zakończyła na 2. miejscu w tabeli ligowej, wywalczając możliwość gry w kwalifikacjach do Ligi Konferencji. Sam Tóth wystąpił w 30 ligowych spotkaniach, zachowując 12 czystych kont oraz otrzymując nagrodę Bramkarza Sezonu.
8 lipca 2021 zaliczył debiut w pucharach europejskich, w zremisowanym 1:1 meczu 1. rundy eliminacyjnej Ligi Konferencji z fińskim zespołem Inter Turku. Pomimo zwycięstwa 3:1 w dwumeczu, drużynie Węgra nie udało się zakwalifikować na turniej, odpadając w 2. rundzie po porażce 0:5 w dwumeczu z łotewskim FK RFS. W sezonie 2021/22 Tóth rozegrał jedynie 17 ligowych meczów, głównie z powodu kontuzji barku, która wykluczyła go z gry na ponad 4 miesiące.
7 sierpnia 2022, w zwycięstwie 2:0 z zespołem Újpest Tóth po raz pierwszy wystąpił z opaską kapitańską pod nieobecność ówczesnego kapitana, Csaby Spandlera. Sezon 2022/23 zakończył z 20 występami w lidze, w których zachował 3 czyste konta.

### Fehérvár
9 sierpnia 2023 Tóth dołączył do Fehérváru na zasadzie wypożyczenia z opcją wykupu. Debiut zaliczył 18 sierpnia 2023, w meczu przeciwko byłej drużynie zakończonym remisem 2:2. W sezonie 2023/24 rozegrał 30 meczów w lidze, zachowując 13 czystych kont. 31 maja 2024 Fehérvár skorzystał z opcji wykupu Tótha. Na początku sezonu 2024/25 Tóth wystąpił w pięciu ligowych spotkaniach, rozgrywając także dwumecze kwalifikacyjne do Ligi Europy z Sumqayıtem i Omonią Nikozja.

### Blackburn Rovers
30 sierpnia 2024 Tóth dołączył za nieujawnioną kwotę do grającej w angielskiej Championship drużyny Blackburn Rovers, podpisując 3–letni kontrakt. Debiut dla klubu zaliczył 11 stycznia 2025, w meczu Pucharu Anglii przeciwko Middlesbrough, zakończonym wygraną 1:0. Ligowy debiut zaliczył dziesięć dni później, 21 stycznia, w porażce 0:2 z West Bromwich Albion. W kwietniu 2025, z powodu kontuzji pierwszego bramkarza zespołu – Aynsleya Pearsa, Węgrowi udało się wywalczyć miejsce w podstawowej jedenastce. Wystąpił w pozostałych pięciu spotkaniach sezonu, zachowując 2 czyste konta.

## Kariera reprezentacyjna
Pierwszy mecz dla reprezentacji U-19 Tóth rozegrał 15 października 2013 przeciwko Słowacji, zchodząc z boiska w pierwszej połowie meczu zakończonego porażką 1:5. Debiut dla drużyny U-21 zaliczył 8 czerwca 2018 w wyjazdowym spotkaniu z Azerbejdżanem zakończonym remisem 3:3. 
Tóth został po raz pierwszy powołany do seniorskiej reprezentacji Węgier w marcu 2021 na mecze z Polską, San Marino i Andorą, nie wystąpił jednak w żadnym z nich. Ponad cztery lata później, 16 czerwca 2025, zaliczył swój debiut, wychodząc z podstawowej jedenastce na mecz towarzyski z Azerbejdżanem.

## Statystyki

### Klubowe
(aktualne na dzień 15 lipca 2025)
| Klub               | Sezon              | Liga                  | Liga  | Liga | Puchar Kraju | Puchar Kraju | Puchar Ligi | Puchar Ligi | Europa | Europa | Inne  | Inne | Suma  | Suma |
| Klub               | Sezon              | Dywizja               | Mecze | Gole | Mecze        | Gole         | Mecze       | Gole        | Mecze  | Gole   | Mecze | Gole | Mecze | Gole |
| ------------------ | ------------------ | --------------------- | ----- | ---- | ------------ | ------------ | ----------- | ----------- | ------ | ------ | ----- | ---- | ----- | ---- |
| Puskás Akadémia II | 2015/16            | Nemzeti Bajnokság III | 11    | 0    | —            | —            | —           | —           | —      | —      | —     | —    | 11    | 0    |
| Puskás Akadémia II | 2016/17            | Nemzeti Bajnokság III | 13    | 0    | —            | —            | —           | —           | —      | —      | —     | —    | 13    | 0    |
| Puskás Akadémia II | 2017/18            | Nemzeti Bajnokság III | 15    | 0    | —            | —            | —           | —           | —      | —      | —     | —    | 15    | 0    |
| Puskás Akadémia II | 2019/20            | Nemzeti Bajnokság III | 5     | 0    | —            | —            | —           | —           | —      | —      | —     | —    | 5     | 0    |
| Puskás Akadémia II | Ogólnie            | Ogólnie               | 44    | 0    | 0            | 0            | —           | —           | 0      | 0      | 0     | 0    | 44    | 0    |
| Csákvár            | 2018/19            | Nemzeti Bajnokság II  | 25    | 0    | 0            | 0            | —           | —           | —      | —      | —     | —    | 25    | 0    |
| Csákvár            | Ogólnie            | Ogólnie               | 25    | 0    | 0            | 0            | —           | —           | 0      | 0      | 0     | 0    | 25    | 0    |
| Puskás Akadémia    | 2019/20            | Nemzeti Bajnokság I   | 9     | 0    | 4            | 0            | —           | —           | 0      | 0      | —     | —    | 13    | 0    |
| Puskás Akadémia    | 2020/21            | Nemzeti Bajnokság I   | 30    | 0    | 4            | 0            | —           | —           | 0      | 0      | —     | —    | 34    | 0    |
| Puskás Akadémia    | 2021/22            | Nemzeti Bajnokság I   | 17    | 0    | 0            | 0            | —           | —           | 4      | 0      | —     | —    | 21    | 0    |
| Puskás Akadémia    | 2022/23            | Nemzeti Bajnokság I   | 20    | 0    | 0            | 0            | —           | —           | 0      | 0      | —     | —    | 20    | 0    |
| Puskás Akadémia    | Ogólnie            | Ogólnie               | 76    | 0    | 8            | 0            | —           | —           | 4      | 0      | 0     | 0    | 88    | 0    |
| Fehérvár           | 2023/24            | Nemzeti Bajnokság I   | 30    | 0    | 1            | 0            | —           | —           | —      | —      | —     | —    | 30    | 0    |
| Fehérvár           | 2024/25            | Nemzeti Bajnokság I   | 5     | 0    | 0            | 0            | —           | —           | 4      | 0      | —     | —    | 3     | 0    |
| Fehérvár           | Ogólnie            | Ogólnie               | 35    | 0    | 1            | 0            | —           | —           | 4      | 0      | 0     | 0    | 33    | 0    |
| Blackburn Rovers   | 2024/25            | EFL Championship      | 6     | 0    | 2            | 0            | 0           | 0           | —      | —      | —     | —    | 8     | 0    |
| Blackburn Rovers   | 2025/26            | EFL Championship      | 0     | 0    | 0            | 0            | 0           | 0           | —      | —      | —     | —    | 0     | 0    |
| Blackburn Rovers   | Ogólnie            | Ogólnie               | 6     | 0    | 2            | 0            | 0           | 0           | 0      | 0      | 0     | 0    | 8     | 0    |
| Ogólnie w karierze | Ogólnie w karierze | Ogólnie w karierze    | 186   | 0    | 11           | 0            | 0           | 0           | 8      | 0      | 0     | 0    | 198   | 0    |

1. ↑  Uwzględnia występy w Pucharze Węgier i Pucharze Anglii
2. ↑  Uwzględnia występy w Lidze Konferencji

### Reprezentacyjne
(aktualne na dzień 15 lipca 2025)
| Reprezentacja | Rok     | Mecze | Gole |
| ------------- | ------- | ----- | ---- |
| Węgry U-17    | 2013    | 1     | 0    |
| Węgry U-17    | 2014    | 1     | 0    |
| Ogólnie       | Ogólnie | 2     | 0    |
| Węgry U-19    | 2015    | 1     | 0    |
| Węgry U-19    | 2016    | 0     | 0    |
| Węgry U-19    | 2017    | 0     | 0    |
| Ogólnie       | Ogólnie | 1     | 0    |
| Węgry U-21    | 2018    | 1     | 0    |
| Węgry U-21    | 2019    | 0     | 0    |
| Węgry U-21    | 2020    | 0     | 0    |
| Ogólnie       | Ogólnie | 1     | 0    |
| Węgry         | 2021    | 0     | 0    |
| Węgry         | 2022    | 0     | 0    |
| Węgry         | 2023    | 0     | 0    |
| Węgry         | 2024    | 0     | 0    |
| Węgry         | 2025    | 1     | 0    |
| Ogólnie       | Ogólnie | 1     | 0    |